# Miltenberg

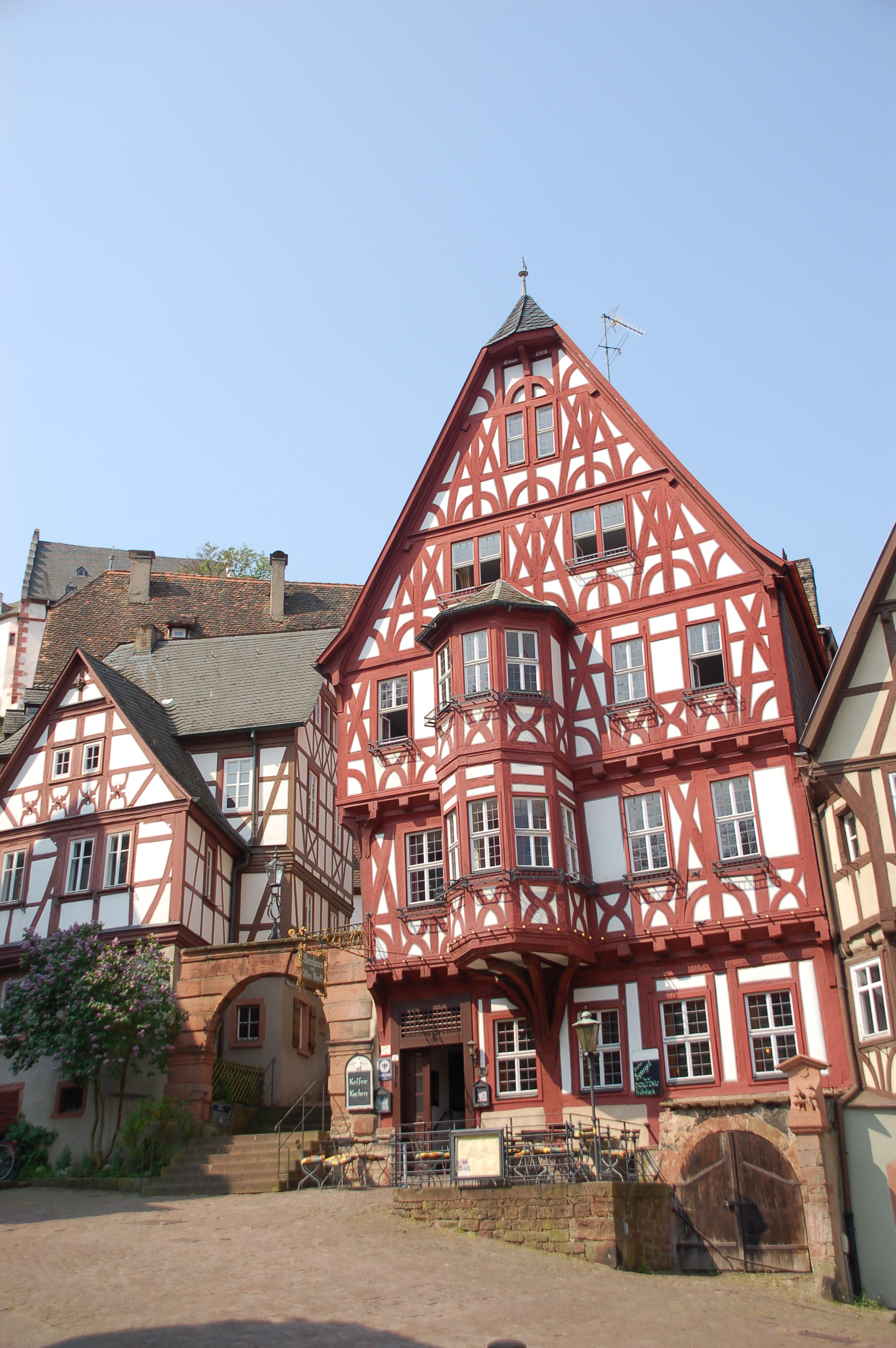
Miltenberg
(centrul)

Miltenberg este un oraș din Franconia Inferioară, landul Bavaria, Germania.